# Tratado de Paz y Amistad entre Venezuela y España de 1845
El Tratado de Paz y Amistad entre Venezuela y España de 1845 se firmó el 30 de marzo de 1845 en Madrid entre la República de Venezuela y el Reino de España, reconociendo a Venezuela como una nación independiente de la Corona de España y estableciendo la paz entre ambas naciones.

## Antecedentes
Durante el primer gobierno de José Antonio Páez en 1833, se iniciaron una serie de negociaciones con el Reino de España, quien comisionó a Mariano Montilla como representante del gobierno venezolano para explorar la situación, y observar la actitud de España en cuanto a reconocimiento de Venezuela como nación independiente, las mismas se alargaron hasta el año de 1834, sin embargo, debido a la situación que vivía España, la cual se encontraba sumida en la primera guerra carlista, no se llegó a ningún acuerdo, se realizaron negociaciones durante el gobierno interino de Carlos Soublette, específicamente entre 1835 y 1837, pero todas sin resultados, ya que la guerra en España seguía en desarrollo. En 1839, Carlos Soublette, ya no como presidente, sino como enviado plenipotenciario del segundo gobierno de José Antonio Páez, es comisionado a viajar a España para lograr las negociaciones, acá Soublette logró que se reanude el comercio directo entre los dos países, pero respecto al reconocimiento de Venezuela como país independiente, no se obtendrían resultados. En 1839, es nombrado como representante plenipotenciario Alejo Fortique, el cual inicia las nuevas negociaciones.

## Firma del Tratado
Durante un periodo de paz en España de 1840 a 1846, se logra por fin iniciar las negociaciones, estas se vieron obstaculizadas por dos aspectos que interferían para llegar a un acuerdo final:
1) España alegaba que Venezuela debía asumir deudas, que según las autoridades españolas, tenía la Capitanía General de Venezuela que debían ser pagados por el nuevo Estado, a lo cual se negó la parte venezolana.
2) España alegaba que los ciudadanos españoles que habían sido expropiados durante la guerra de Independencia de Venezuela, debían ser indemnizados, a lo cual el lado venezolano también se negaba a reconocer.
Sin embargo las relaciones familiares existentes entre las dos naciones, las relaciones culturales, y sobre todo las relaciones comerciales, ya que España era el primer consumidor del cacao venezolano, y Venezuela era el principal proveedor de cacao de España. En marzo de 1845, luego de una serie de conversaciones previas, se llega por fin a un acuerdo entre las partes. El tratado fue firmado el 30 de marzo de 1845 en la ciudad de Madrid, por Alejo Fortique (Enviado Extraordinario y Plenipotenciario representando a Venezuela y firmando a nombre del Presidente de la República Carlos Soublette), y Francisco Martínez de la Rosa (Miembro del Consejo de Estado que representaba a la Reina Isabel II de España).

## Ratificación
El 11 de mayo de 1845 llega al puerto de La Guaira un funcionario español con el ejemplar del Tratado de reconocimiento para que el mismo fuera ratificado por el Congreso de la República de Venezuela. El día 26 de mayo, el Congreso venezolano inicia las discusiones, aprueba el Tratado, el 27 de mayo, el presidente Carlos Soublette promulga la Ley aprobatoria del Tratado. Fermín Toro se encargaría de realizar el mismo trámite al año siguiente ante las Cortes de Madrid. Durante el proceso mueren dos de los representantes venezolanos, Alejo Fortique en octubre de 1845, firmante el Tratado el 30 de marzo de 1845, que había enfermado meses antes, y su reemplazo Rafael Urdaneta, quien tenía el deber de cerrar las negociaciones, pero que muere en agosto de 1845. el tratado es ratificado por la Reina Isabel II de España el 19 de junio de 1845. El Canje de ratificaciones fue realizado en Madrid el 22 de junio de 1846.

## El Tratado
Tratado de Paz y reconocimiento, firmado en Madrid el 30 de marzo de 1845
-Aprobación legislativa: 26 de mayo de 1845.
-Ratificación ejecutiva: 27 de mayo de 1845.
-Canje de ratificaciones: en Madrid el 22 de junio de 1846.
La República de Venezuela por una parte y Su Majestad la Reina de España doña Isabel II por otra, animadas del mismo deseo de borrar los vestigios de la pasada lucha de sellar con un acto público y solemne de reconciliación y de paz las buenas relaciones que naturalmente existen ya entre los ciudadanos y súbditos de uno y otro Estado y que se estrecharán más y más cada día con beneficio y provecho de entrambos, han determinado celebrar con tan plausible objeto un Tratado de paz, apoyado en principios de justicia y de recíproca conveniencia: nombrando la República de Venezuela por su Plenipotenciario al señor Alejo Fortique, ministro de la Corte Superior de Justicia de Caracas y actual Enviado Extraordinario y ministro plenipotenciario de la República cerca de Su Majestad Británica, y Su Majestad Católica a Don Francisco Martínez de la Rosa, del Consejo de Estado, Caballero Gran Cruz de la Real y distinguida Orden Española de Carlos III, de la de Cristo de Portugal, de la de Leopoldo de Bélgica, y de la del Salvador de Grecia, y su ministro de Estado y del Despacho, y después de haberse exhibido sus plenos poderes y hallándolos en debida forma han convenido en los artículos siguientes:
Artículo 1°. S.M.C., usando de la facultad que le compete por decreto de las Cortes generales del Reino de 4 de diciembre de 1836, renuncia por sí, sus herederos y sucesores, la soberanía, derechos y acciones que le corresponde sobre el territorio americano, conocido bajo el antiguo nombre de Capitanía General de Venezuela , hoy República de Venezuela.
Artículo 2°. A consecuencia de esta renuncia y cesión S.M.C. reconoce como Nación libre, soberana e independiente la República de Venezuela compuesta de las provincias y territorios expresados en su Constitución: y demás leyes posteriores a saber: Margarita, Guayana, Cumaná, Barcelona, Caracas, Carabobo, Barquisimeto, Barinas, Apure, Mérida, Trujillo, Coro y Maracaibo y otros cualesquiera territorios e islas que puedan corresponderle.
Artículo 3°. Habrá total olvido de lo pasado y una amnistía general y completa para todos los ciudadanos de la República de Venezuela, y los españoles, sin excepción alguna, cualesquiera que haya sido el partido que hubiesen seguido durante las guerras y disensiones felizmente terminadas por el presente Tratado. Esta amnistía se estipula y ha de darse por la alta interposición de S.M.C. en prueba del deseo que le anima de cimentar sobre principios de benevolencia, la paz, unión y estrecha amistad que desde ahora para siempre han de conservarse entre sus súbditos y los ciudadanos de la República de Venezuela.
Artículo 4°. La República de Venezuela y S.M.C. se convienen en que los ciudadanos y súbditos respectivos de ambas Naciones conserven expeditos y libres sus derechos para reclamar y obtener justicia y plena satisfacción de las deudas contraídas entre sí bona fide como también en que no se les ponga por parte de la autoridad pública ningún obstáculo ni impedimento en los derechos que puedan alegar por razón de matrimonio, herencia por testamento o abintestato, sucesión o por cualquier otro título de adquisición, reconocido por las leyes del país en que tenga lugar la reclamación.
Artículo 5°. La República de Venezuela, animada de sentimientos de justicia y equidad, reconoce espontáneamente como deuda nacional consolidable la suma a que ascienda la deuda de Tesorería del Gobierno español que conste registrada en los libros de cuenta y razón de las Tesorerías de la antigua Capitanía General de Venezuela o que resulte por otro medio legítimo y equivalente; más siendo difícil por las peculiares circunstancias de la República y la desastrosa guerra ya felizmente terminada, fijar definitivamente este punto, y anhelando ambas partes concluir cuanto antes este Tratado de paz y amistad como reclaman los intereses comunes, han convenido en dejar su resolución para un arreglo posterior. Debe entenderse, sin embargo, que las cantidades que según dicho arreglo resulten calificadas y admitidas como de legítimo pago, mientras este no se verifique, ganarán el cinco por ciento de interés anual, empezándose a contar desde un año después de canjeadas las ratificaciones del presente Tratado y quedando sujeta esta deuda a las reglas generales establecidas en República sobre la materia.
Artículo 6°. Todos los bienes muebles o inmuebles, alhajas, dinero, u otros efectos de cualquier especie que hubieren sido con motivo de la guerra secuestrados o confiscados a ciudadanos de la República de Venezuela o súbditos de S.M.C. y se hallaren todavía en poder o disposición del Gobierno en cuyo nombre se hizo el secuestro o la confiscación, serán inmediatamente restituidos a sus antiguos dueños o a sus herederos o legítimos representantes sin que ninguno de ellos tenga nunca acción para reclamar cosa alguna por razón de los productos que dichos bienes hayan rendido o podido y debido rendir desde el secuestro o confiscación.
Artículo 7°. Así los desperfectos como las mejoras que en tales bienes haya habido desde entonces por cualquier causa, no podrán tampoco reclamarse por una ni por otra parte.
Artículo 8°. A los dueños de aquellos bienes muebles o inmuebles que habiendo sido secuestrados o confiscados por el Gobierno de la República han sido después vendidos, adjudicados, o de cualquier modo haya dispuesto de ellos el Gobierno, se les dará por este, la indemnización competente. Esta indemnización se hará a elección de los dueños, sus herederos o representantes legítimos, en papel de la deuda consolidable de la República, ganando el interés de tres por ciento anual, el cual empezará a correr al cumplirse el año después de canjeadas las ratificaciones del presente Tratado, siguiendo desde esta fecha la suerte de los demás acreedores de igual especie de la República, o en tierras pertenecientes al Estado. Tanto para la indemnización en el papel expresado como en tierras, se atenderá al valor que los bienes confiscados tenían al tiempo del secuestro o confisco: procediéndose en todo de buena fe y de un modo amigable y no judicial para evitar todo motivo de disgusto entre los súbditos de ambos países, y probar al contrario el mutuo deseo de paz y fraternidad de que todos se hallan animados.  
Artículo 9°. Si la indemnización tuviere lugar en papel de la deuda consolidable se dará por el Gobierno de la República un documento de crédito contra el Estado, que ganará el interés expresado desde la época que se fija en el artículo anterior, aunque el documento que fuese expedido con posterioridad a ella: y si se verifica en tierras públicas después del año siguiente al canje de las ratificaciones se añadirá al valor de las tierras que se dan en indemnización de los bienes perdidos, la cantidad de tierras más que se calcule equivalente al crédito de las primitivas si se hubieren estas entregado dentro del año siguiente al referido canje o antes: en términos que la indemnización sea efectiva y completa cuando realice.
Artículo 10. Los ciudadanos de la República de Venezuela o súbditos españoles que en virtud de lo estipulado en los artículos anteriores tengan alguna reclamación que hacer ante uno u otro Gobierno, la presentarán en el término de cuatro años contados desde el canje de las ratificaciones del presente Tratado, acompañando una relación sucinta de los hechos, apoyados en documentos fehacientes que justifiquen la legitimidad de la demanda; y pasados dichos cuatro años no se admitirán nuevas reclamaciones de esta clase bajo pretexto alguno.
Artículo 11. Para alejar todo motivo de discordia sobre la inteligencia y exacta ejecución de los artículos que anteceden, ambas partes contratantes declaran que no harán recíprocamente reclamación alguna por daños o perjuicios causados por la guerra ni por ningún otro concepto, limitándose a las expresadas en este Tratado.
Artículo 12. Animadas de este mismo espíritu y con el fin de evitar todo motivo de queja o reclamación en lo sucesivo, ambas partes prometen recíprocamente no consentir que desde sus respectivos territorios se conspire contra la seguridad o tranquilidad del otro Estado y sus dependencias impidiendo cualquiera expedición que se prepare con tan dañado objeto, y empleando contra las personas culpables de semejante intento los recursos más eficaces que consientan las leyes de cada país. 
Artículo 13. Para borrar de una vez todo vestigio de división entre los súbditos de ambos países, tan unidos hoy por los vínculos de origen, religión, lengua, costumbres y afectos, convienen ambas partes contratantes:
1. . En que los españoles que por motivos particulares hayan residido en la República de Venezuela y adoptado aquella nacionalidad, puedan volver a tomar la suya primitiva, dándoles para usar de este derecho el plazo de un año contado desde el día del canje de las ratificaciones del presente Tratado. El modo de verificarlo será haciéndose inscribir en el registro de españoles que deberá abrirse en la Legación o Consulado de España que se establezca en la República, a consecuencia de este Tratado, y se dará parte al Gobierno de la misma para su debido conocimiento, del número, profesión u ocupación de los que resulten españoles en el registro el día que se cierre después de expirar el plazo señalado. Pasado este término, solo se considerarán españoles los procedentes de España y sus dominios los que por su nacionalidad lleven pasaportes de autoridades españolas y se hagan inscribir en dicho registro desde su llegada.
2. . Los venezolanos en España y los españoles en Venezuela, podrán poseer libremente toda clase de bienes muebles o inmuebles tener establecimientos de cualquier especie, ejercer todo género de industria y comercio por mayor y menor, considerándose en cada país como súbditos nacionales los que así se establezcan, y como tales sujetos a las leyes comunes del país donde posean, residan o ejerzan su industria o comercio; traer al país sus valores íntegramente, disponer de ellos, suceder por testamento o ab intestado, todo en los mismos términos y bajo las mismas condiciones que los naturales.

Artículo 14. Los ciudadanos de la República de Venezuela en España y los súbditos españoles en Venezuela no estarán sujetos al servicio del ejército, armada y milicia nacional, y estarán exentos de todo préstamo forzoso, pagando solo por los bienes de que sean dueños o industria que ejerzan, las mismas contribuciones que los naturales del país.
Artículo 15. La República de Venezuela y S.M.C. convienen en proceder con la posible brevedad a ajustar un Tratado de comercio sobre principios de recíproca utilidad y ventajas.
Artículo 16. A fin de facilitar las relaciones comerciales entre uno y otro Estado, los buques mercantes de cada país serán admitidos en los puertos del otro con iguales ventajas que gocen los de las naciones más favorecidas; sin que les pueda exigir mayores ni más derechos de los conocidos con el nombre de derechos de puerto que los que aquellas paguen.
Artículo 17. La República de Venezuela y S.M.C. gozarán de la facultad de nombrar agentes diplomáticos y consulares el uno de los dominios del otro y acreditados y reconocidos que sean, disfrutarán de las franquicias, privilegios e inmunidades de que gocen los de las naciones más favorecidas.
Artículo 18. Los Cónsules y Vicecónsules de la República de Venezuela en España y los de España en Venezuela intervendrán en las sucesiones de los súbditos de cada país establecidos, residentes o transeúntes en el territorio del otro por testamento o ab intestado: así como en los casos de naufragio o desastres de buques, podrán expedir y visar pasaportes a los súbditos respectivos y ejercer las demás funciones propias de su cargo.
Artículo 19. Deseando la República de Venezuela y S.M.C. conservar la paz y la buena armonía que felizmente acaban de restablecer por el presente Tratado, declaran solemne y formalmente:
1. Que cualquier ventaja que adquirieren en virtud de los artículos anteriores, es y debe entenderse como una compensación de los beneficios que mutuamente se confieren por ellos y
2. Que si (lo que Dios no permita) se interrumpiese la buena armonía que debe reinar en el venidero entre las partes contratantes por falta de inteligencia de los artículos aquí convenidos o por otro motivo cualquiera de agravio queja, ninguna de las partes podrá autorizar actos de hostilidad o represalia por mar o tierra, sin haber presentado antes a la otra una memoria justificativa de los motivos en que funda la queja o agravio, y negándose la correspondiente satisfacción.

Artículo 20. El presente Tratado según se haya extendido en veinte artículos será ratificado y los instrumentos de ratificación en esta se canjearán en esta Corte dentro del término de dieciocho meses a contar desde el día en que se firme, o antes, como ambas partes lo desean.
En fe de lo cual los respectivos Plenipotenciarios lo han firmado y puesto en él sus sellos particulares. Fecho en Madrid a treinta de marzo de mil ochocientos cuarenta y cinco.
/L.S./ Alejo Fortique (Venezuela)
/L.S./ Francisco Martínez de la Rosa (España)

## Consecuencias
Trajo la paz definitiva entre ambas naciones, la normalización de las relaciones comerciales y diplomáticas con el nombramiento de los respectivos embajadores y representantes. El Gobierno español hizo la designación de Juan Gregorio Muñoz y Funes, como Encargado de Negocios y Cónsul General en Caracas, mientras que Venezuela nombró a cónsules en distintos puertos españoles ubicados entre España y Venezuela: Canarias, las Baleares y la Capitanía General de Cuba.